# Roberto Roversi
Roberto Roversi (Bolonya, 28 de gener de 1923 – Bolonya, 14 de setembre de 2012) va ser un escriptor i poeta italià que també era llibreter i autor de textos de cançons. També fou director del diari Lotta Continua.

## Obres
- Poesie, Bologna, Libreria antiquaria Mario Landi, 1942.
- Rime, Bologna, Libreria antiquaria Mario Landi, 1943.
- Umano, Bologna, Libreria antiquaria Mario Landi, 1943.
- Ai tempi di re Gioacchino, Bologna, Libreria antiquaria Palmaverde, 1952.
- Poesie per l'amatore di stampe, Caltanissetta, Sciascia, 1954.
- Caccia all'uomo. Romanzo, Milano, Mondadori, 1959.
- Dopo Campoformio. Poemetti, Milano, Feltrinelli, 1962; Torino, Einaudi, 1965.
- Registrazione di eventi, Milano, Rizzoli, 1964.
- Unterdenlinden, Milano, Rizzoli, 1965.
- Le descrizioni in atto (1963-1969), Bologna, s.n., 1970; Bologna, Coop. Modem, 1990.
- La macchina da guerra più formidabile, in "Quaderni del Cut/Bari", n. 9, febbraio 1971.
- I diecimila cavalli, Roma, Editori Riuniti, 1976.
- Enzo re, Bari, Centro Teatrale Universitario, 1979.
- Trentuno poesie di Ulisse dentro al cavallo di legno, Castelplanio, Ribichini, 1981.
- Il grande blu, il grande nero. Sedici giovani poeti del Mediterraneo, a cura di e con Silvano Ceccarini e Nicola Muschitiello, Bologna, Transeuropa, 1988.
- L'Italia sepolta sotto la neve, Valverde, Il girasole, 1989.
- Una cronaca in nero in La scoperta di Bologna, Bologna, L'inchiostroblu, 1991.
- Quattro porte ai quattro venti. Pieve di Cento e la sua gente nelle fotografie di Giovanni Melloni, Cento, Cassa rurale ed artigiana di Cento, 1992; San Giovanni in Persiceto, Beccari, 1996.
- Amo Bologna perché è bella. Agenda storica di Bologna 1996, a cura di, Rimini, Capitani, 1995.
- Parte terza, Como, Lythos, 1995.
- Siamo andati sui monti più alti, Modena, Istituto storico della resistenza e di storia contemporanea, 1995.
- 25 poesie autografe, Torino, In Carta Linda, 1995.
- La gentile signora, Oppido Lucano, Cridi Editrice, 1995.
- Se tutti i mari del mondo fossero inchiostro, Cento, Cooperativa Culturale Centoggi, 1996.
- Enzo Re. Tempo viene chi sale e chi discende, Porreta Terme, I quaderni del battello ebbro, 1997.
- Tre invettive contro il tarlo, nemico del libro. Tre poesie, Scandicci, Mugnaini, 1997.
- Aber es haben zu singen, Civitanova Marche, Associazione Autori Contemporanei, 1998.
- Spaventoso rombo e notturna devastazione nella grande città di Parigi, 1808, Montichiari, Zanetto, 1998.
- Enzo re. Tempo vene ki sale e ki discende, Bologna, Pendragon, 1999.
- La partita di calcio, Napoli, Pironti, 2001.
- Dall'Arcadia al Parini, a cura di, Roma, Istituto poligrafico e Zecca dello Stato, 2002.
- La macchina da guerra più formidabile. Testo per il teatro, 1970, Bologna, Pendragon, 2002.
- Unterdenlinden. Testo per il teatro, 1965, Bologna, Pendragon, 2002.
- Il crack. Testo per il teatro, Bologna, Pendragon, 2004.
- Il timone, Milano, EnnErre Le nostre ragioni, 2005.
- La macchia d'inchiostro. Testo per il teatro, 1976, Bologna, Pendragon, 2006.
- Il timone 2, Milano, EnnErre Le nostre ragioni, 2008.
- Tre poesie e alcune prose. Testi 1959-2004, Roma, Sossella, 2008.
- Nuvolari frusta implacabile di velocità e furore, Bologna, Pendragon, 2009.
- L'Italia sepolta sotto la neve, Pieve di Cento, AER edizioni, 2010.
- La devastazione di Montecalvo, Oèdipus, 2010.
- Caccia all'uomo, Bologna, Pendragon, 2011.
- La dura epica vicenda. Un poemetto inedito e due canti dal poema Dopo Campoformio, Teramo, Edizioni Banca di Teramo, 2011.
- Trenta miserie d'Italia, Ascoli Piceno, Sigismundus, 2011.